# Ćarwaka
Ćarwaka (dewanagari चार्वाक, transliteracja Cārvāka, ang. the Cārvāka school) – wymarły indyjski system materialistyczny (nāstika) i hedonistyczny. W szerszym znaczeniu to wszystkie indyjskie kierunki materialistyczne. którym często nadaje im się nazwę lokajata. Zakładał, że człowiek składa się z 4 materialnych elementów (ziemi, wody, ognia i powietrza), które po śmierci się rozpadają, a także, że człowiek nie ma duszy, a ponieważ zaświaty nie istnieją, nie istnieje też zapłata za dobre i złe czyny (karman). Twórcą systemu był Ćarwaka żyjący prawdopodobnie ok. III-I w. p.n.e. Szkoła ta dostarczała teorii politycznych epoce Mauriów.
Nazwa cārvāka oznacza „przyjemną mowę” (od cāru – „przyjemny, słodki” i vāk – „mowa”), lokajata zaś „obecność w świecie” (od loka – „świat” i āyata – „obecny”).
Szkoły filozoficzne nurtu ćarwaka były aktywne do XII w. naszej ery. Po tym okresie zanikły całkowicie, z przyczyn które nie są obecnie znane. Z tego też powodu źródła naszej wiedzy o tej filozofii są bardzo niekompletnie, będąc niemal w całości przekazami z drugiej ręki, w większości jako krytyki przez przedstawicieli innych nurtów